# Judith McNaught
Judith McNaught (nascida a 10 de maio de 1944) é uma escritora norte-americana especializada no género conhecido como romance histórico, com mais de 30 milhões de cópias vendidas em todo o mundo. Foi também a primeira produtora executiva da rádio CBS, no estado do Texas.

## Início de Carreira
Nascida a 10 de maio de 1944, em São Luís Obispo, licenciou-se em Gestão na Universidade Northwestern. Casou-se com um dentista de St. Louis e teve dois filhos, uma rapariga chamada Whitney, e um rapaz chamado Clayton, antes de se divorciar.
Antes de alcançar o sucesso com os seus livros, McNaught trabalhou como assistente diretorial para uma empresa de filmagens, assistante responsável numa companhia de camiões, presidente de uma empresa de empregos temporários, e presidente de uma firma de executivos. Foi também a primeira produtora executiva da rádio CBS, no estado do Texas.
Conheceu o seu segundo marido, Michael "Mike" McNaught, enquanto trabalhava como assistente diretorial para uma empresa de filmagens, trabalhando num filme para a General Motors. McNaught era o diretor de relações públicas da companhia. Entre eles, tinham sete filhos de casamentos anteriores, dois dela e cinco dele. O seu marido encorajou-a a escrever, comprando-lhe uma máquina de escrever e apoiando-a durante todos os anos em que os seus livros foram rejeitados por editoras. 
O primeiro manuscrito de McNaught foi Whitey, My Love que escreveu entre os anos de 1978 e 1982. Depois de ter dificuldades em vender a obra, escreveu e vendeu Tender Triumph em 1982. Recebeu a capa para Tender Triumph a 20 de junho de 1983, um dia depois de o seu marido morrer num acidente.

## Sucesso
Whitney, My Love, o seu primeiro manuscrito, foi finalmente publicado em 1985, depois de McNaught se ter distinguido já com duas obras publicadas anteriormente. Sem saber que existiam regras que a maioria dos romances passados na época da Regência seguiam, as suas primeira sobras foram únicas. Introduziam primeiro o herói, em vez da heroína. Ao contrário do típico romance de Regência "histórias leves sem sexo", as suas obras eram "intensamente sensuais". Esta obra é reconhecida como aquela que criou o género, mais tarde conhecido por, Regência Histórica. Whitney, My Love captura os elementos do romance de Regência tradicional, mas é mais longo, sensual, e emocionalmente intenso, aspetos mais associados a romances históricos tradicionais, que raramente se passavam no período da Regência. Apesar dos muitos anos que a obra demorou a ser comprada, foi um grande sucesso, e influenciou outros editores a pedir manuscritos com o mesmo estilo.
No início da sua carreira como escritora, McNaught era uma das poucas a escrever para o mercado do romance histórico. Em 1985, contudo, o género tinha expandido drasticamente, e 50 novos romances históricos estavam a ser publicados no mercado por mês, muitos parecidos com o estilo de McNaught. Apesar dos seus anos de sucesso no género de romance histórico, em 1990, McNaught mudou de género literário e começou a escrever romances contemporâneos, pensando que seria uma melhor oportunidade para expandir a sua carreira e distinguir-se num mercado menos saturado. Independentemente do género literário a que pertenciam, os seus livros tendem a ter um ritmo rápido e personagens femininas fortes, leais, inteligentes e compassivas.
McNaught foi uma das primeiras autoras de romances a receber um contrato multimiolionário e a ter as suas obras publicadas em capa dura, pondo-as numa melhor posição para serem alvo de análise. Chegou à lista de bestsellers do New York Times pela primeira vez em 1988, e todas as suas obras seguintes também foram colocadas na lista. Depois de ter uma obra na lista do New York Times pela primeira vez, McNaught perguntou à sua editora para mudar as capas em futuras publicações. Em vez de capas comuns que se rasgavam facilmente, McNaught desejava que os seus livros tivessem capas "elegantes".
No início dos anons 90 do século XIX, Coors Brewing pediu-lhe para escrever um livro que chamasse a atenção das mulheres e que pudesse ser usado pela editora para promover o seu programa de literacia para mulheres. Surpreendida com a informação de que uma em cinco mulheres era iletrada, McNaught ofereceu-se para reescreveu um manuscrito que estava quase pronto, Perfect, para o incorporar no programa. A mudança fez com que o livro demora-se a ficar pronto mais seis semanas do que o previsto. McNaught decidiu doar parte dos lucros obtidos com a vendo livro para programas de literacia para mulheres e insistiu que cada livro tivesse um pequeno cartão para informar os leitores sobre como fazer doações para programas de literacia e/ou tornarem-se tutores.
Foi a oradora principal da Conferência do Romance Writers of America em 1996, e em 1997 a Texas Women's Monthly selecionou-a entre os seus autores favoritos, com John Grisham, Patricia Cornwell, e Dean Koontz. Recebeu também o prémio Romantic Times Career Achievement e teve um New York Times bestseller, Night Whispers.

## Vida pessoal
Embora McNaught vivesse, a certa altura, em Saint Louis, Missouri, mudou-se para o Texas depois de se apaixonar, em Dallas, numa tour do seu livro. O seu terceiro casamento, com Don Smith, jogador de golfe profissional e engenheiro, acabou em maio de 1993. McNaught descreveu a separação como amigável e pacífica, e deu uma festa para 160 amigos para celebrar a nova fase da sua vida. Em 2007, vivia em Frisco, Texas. 
McNaught é ativa em instituições de caridade para crianças e cancro da mama, e começou recentemente a promover problemas de iliteracia.

### Romances históricos
- Whitney, My Love (Saga Westmoreland #2) (1985)
  - Whitney, Meu Amor (em Portugal, Edições ASA, 2017)
- Once and Always (Sequels #1) (1987) 
  - Para Sempre (em Portugal, Edições ASA, 2014)
- Something Wonderful (Sequels #2) (1988)
  - Algo Maravilhoso (em Portugal, Edições ASA, 2015)
- A Kingdom of Dreams (Saga Westmoreland #1) (1989)
  - Um Reino de Sonho (em Portugal, Edições ASA, 2017)
- Alguém Para Amar
- Almost Heaven (Sequels #3) (1990)
  - Perto do Paraíso (em Portugal, Edições ASA, 2015)
- Until You (Saga Westmoreland #3) (1994)
  - Até te Conhecer (em Portugal, Edições ASA, 2018)
- "Miracles" em A HOLIDAY OF LOVE (1995) & em SIMPLE GIFTS: Four Heartwarming Christmas Stories (1997)
  - Coisas do Coração (em Portugal, Edições ASA, 2019)

### Romances contemporâneos
- Tender Triumph (1983)
  - O Triunfo do Amor (em Portugal, Edições ASA, 2023)
- Double Standards (1984)
  - O que Nasceu de Nós (em Portugal, Edições ASA, 2022)
- Paradise (Paradise #1) (1991) 
  - Paraíso (em Portugal, Edições ASA, 2018)
- Perfect (Paradise #2) (1993)
  - Perfeito (em Portugal, Edições ASA, 2019)
- "Double exposure" in A GIFT OF LOVE (1995)
- Remember When (Saga Foster #1) (1996) 
  - Lembras-te de Mim? (em Portugal, Edições ASA, 2016)
- Night Whispers (1998)
  - Ao Cair da Noite (em Portugal, Edições ASA, 2020)
- Someone to Watch Over Me (2003)
  - Cuida de Mim (em Portugal, Edições ASA, 2021)
- Every Breath You Take (2005)